# Aphelinus huberi
Aphelinus huberi är en stekelart som beskrevs av Hayat 1994. Aphelinus huberi ingår i släktet Aphelinus och familjen växtlussteklar.
Artens utbredningsområde är Nepal. Inga underarter finns listade i Catalogue of Life.